# 安阳号导弹护卫舰
“安阳”号导弹护卫舰（舷号599）简称“安阳”舰，是中国人民解放军海军054A型导弹护卫舰27号舰，可以单独或者协同海军其他兵力攻击敌水面舰艇及潜艇，具有较强的远程警戒和防空作战能力。河南省安阳市于2015年7月向海军总部递送命名请示后，安阳舰2016年9月命名。该舰由沪东中华造船厂建造，于2017年3月24日举行出坞下水仪式，3月28日下水，2018年4月12日在浙江省舟山市某军港举行入列命名授旗仪式，服役于东部战区海军驱逐舰第六支队。

## 服役活动
2025年5月25日，解放军海军“辽宁”舰编队于东海海域开展演练，编队包括2艘052D型121号“齐齐哈尔”舰以及122号“唐山”舰及2艘054A型515号“滨州”舰、599号“安阳”舰。
2025年5月27日至5月29日，解放军海军“辽宁”舰编队前出西太平洋开展训练，其规模已达10舰，包括2艘055型101号“南昌”舰、104号“无锡”舰，4艘052D型121号“齐齐哈尔”舰、122号“唐山”舰、131号“太原”舰、155号“南京”舰，2艘054A型515号“滨州”舰、599号“安阳”舰及1艘901型901号“呼伦湖”舰。